# Бальони, Клаудио
Кла́удио Бальо́ни (итал. Claudio Baglioni; род. 16 мая 1951 года) — итальянский певец, автор-исполнитель.
Считающийся одним из самых успешных поп-рок-певцов и авторов песен в истории итальянской музыки, он продал более 60 миллионов пластинок, среди которых выделяется Questo piccolo grande amore 1972 года, из которых одноименная песня была удостоена награды «Песня век», Strada facendo 1981 года, один из самых успешных альбомов исполнителя, и La vita è adesso 1985 года, который является самым продаваемым альбомом всех времен в Италии.
В 90-х годах он познакомил мировую музыку с дисками трилогии времени, которая началась с Oltre (1990), считавшегося его шедевром, продолжилась одним из самых продаваемых альбомов за всю историю Италии Io sono qui (1995). и закончился Viaggiatore sulla coda del tempo (1999). В 2006 году он написал гимн Зимних Олимпийских игр 2006 года.
Также будучи новатором в области живых выступлений, Бальони собрал более миллиона зрителей благодаря турам Alé Oó в 1982 году и Notti di note в 1985 году. В 1986 году он изобрел новый метод живого выступления в туре Assolo, где он выступал совершенно один в сопровождении электрогитары, фортепиано, секвенсора и MIDI - технологии, которая в то время никогда не тестировалась.
В 1991 году он был первым артистом в мире, который провел концерт со сценой в центре, отмеченный журналом Billboard как «лучший концерт в мире», 6 июня 1998 года, снова с той же концепцией. пройдя стажировку в центре, он устанавливает рекорд посещаемости на более высоком мероприятии за всю историю; 100 000 зрителей на Олимпийском стадионе в Риме, а в 2000 году он выступит на площади Святого Петра в Ватикане в присутствии 300 000 человек, включая Папу Римского.
В 2022 был внесён кандидатом в списки голосования за президента Итальянской республики.

## Дискография
См. статью «Discografia di Claudio Baglioni» в итальянском разделе.

## Награды
- Полный список см. в «Claudio Baglioni § Premi e riconoscimenti» в итальянском разделе.

2014
- World Music Award
  - Номинация в категории «Лучшее живое выступление»
  - Номинации в категории «Лучший мировой альбом»
  - Номинации в категории «Артист года»
  - Номинации в категории «Лучший мировой исполнитель»